# Station Rieste
Station Rieste (Bahnhof Rieste) is een spoorwegstation in de Duitse plaats Rieste, in de deelstaat Nedersaksen. Het station ligt aan de spoorlijn Delmenhorst - Hesepe. Het station telt één perronspoor. Op het station stoppen alleen treinen van de NordWestBahn.

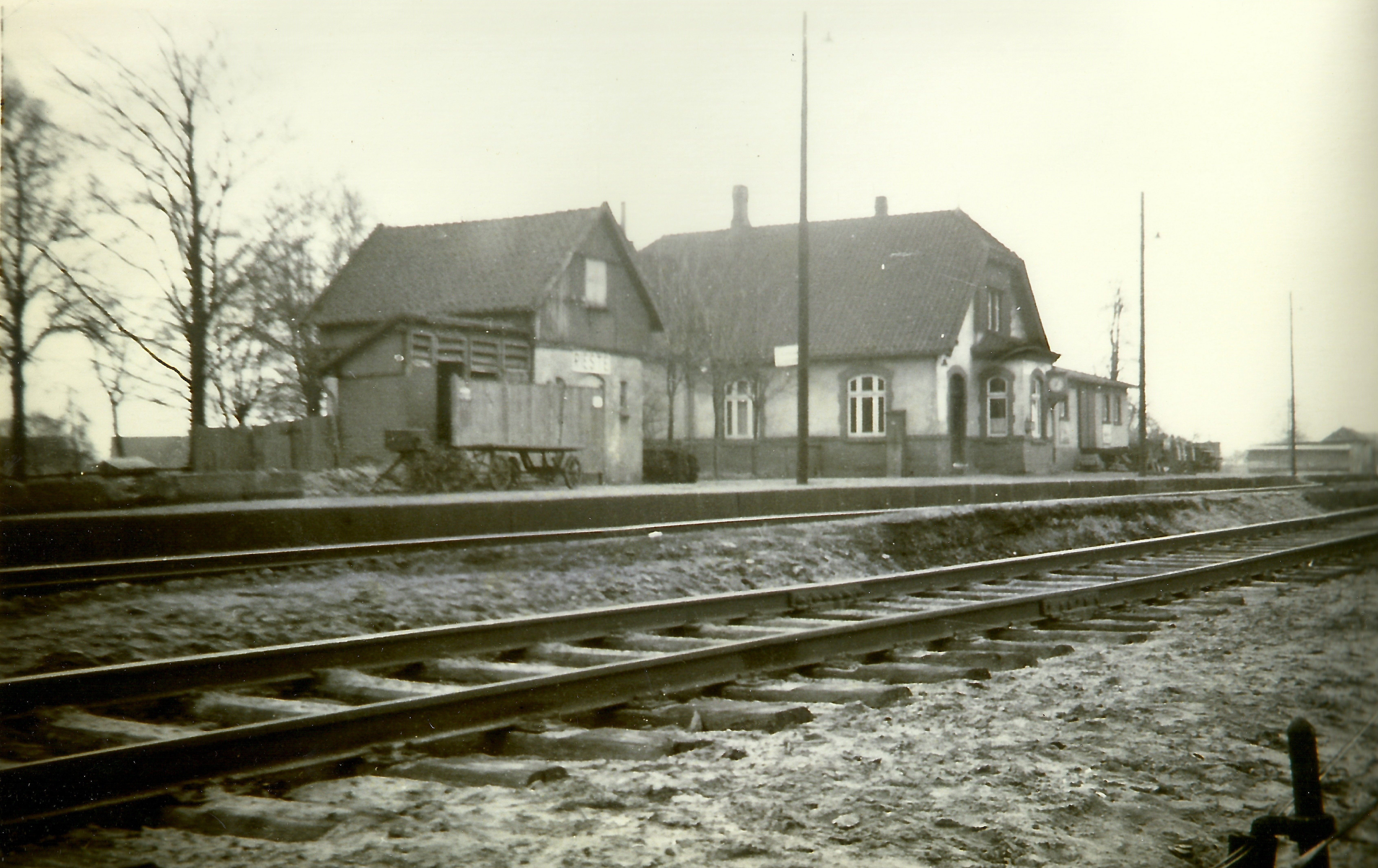
Het oude stationsgebouw

## Treinverbindingen
De volgende treinserie doet station Rieste aan:
| Serie | Treinsoort                  | Route                                                                 | Bijzonderheden |
| ----- | --------------------------- | --------------------------------------------------------------------- | -------------- |
| RB 58 | Regionalbahn (NordWestBahn) | Osnabrück Hbf – Bramsche – Rieste – Vechta – Delmenhorst – Bremen Hbf | Der Bramscher  |